# 王無瑕
王無瑕，清朝政治人物。直隸人。
王無瑕為舉人出身。乾隆二十五年（1760年）三月，出任湖南永順府龍山縣知縣。